# Ingrid Robeyns
Ingrid A.M. Robeyns (Leuven, 10 september 1972) is hoogleraar Ethiek van Instellingen aan de Faculteit der Geesteswetenschappen van de Universiteit Utrecht en het bijbehorende Ethiek Instituut. Haar onderzoeksgebied beslaat, binnen de ethiek en de welvaarts- en ontwikkelingseconomie, in belangrijke mate de feministische economie, het basisinkomen en de verzorgingsstaat.
Robeyns is ook fellow van de Human Development and Capability Association (HDCA) en werd in april 2017 verkozen tot achtste president van deze vereniging. Zij is een uitgesproken voorstander van economisch, ethisch limitarianisme. Ethisch limitarianisme is een ethische theorie met betrekking tot prioriteiten in interventie waar behoefte of risico duidelijk aanwezig zouden kunnen zijn. Als propositie of uitgangspunt van verdelingsgerechtigheid, gepropageerd door Ingrid Robeyns, stelt het limitarianisme dat het moreel ontoelaatbaar is om (puissant) rijk te zijn (dat wil zeggen: meer economische middelen hebben dan een zeker niveau). In 2025 ontving Robeyens de Stevinpremie, een Nederlandse wetenschappelijke prijs.

## Opleiding
Ingrid Robeyns behaalde in 1994 een licentiaat in economie aan de Katholieke Universiteit Leuven. Zij studeerde vervolgens sociale en politieke wetenschappen aan de Georg-August-Universität Göttingen. Haar master in economie deed ze aansluitend weer aan de Katholieke Universiteit Leuven en verkreeg daar in 1997 haar MSc-graad. 
In 2003 promoveerde Robeyns in de filosofie en economie aan de Universiteit van Cambridge. Genderongelijkheid bezien vanuit capaciteitsperspectief vormde het onderwerp van haar proefschrift. Bovendien behaalde zij een MA in de filosofie aan de The Open University (2007).

## Academische carrière
In 2006 kende de Nederlandse Organisatie voor Wetenschappelijk Onderzoek (NWO) Robeyns een VIDI-subsidie toe voor een periode van vijf jaar ten behoeve van onderzoek naar rechtstheorieën - zij was toen hoogleraar Praktische filosofie aan de Erasmus Universiteit in Rotterdam. Dit onderzoek focuste zich op de betekenis van rechtvaardigheid voor kinderen, ouders en niet-ouders binnen de verzorgingsstaat. In 2009 kwam daar het MAgW-fonds bij. In 2014 verruilde zij de Erasmus voor de Universiteit Utrecht. Haar oratie - Wat mogen we van de politieke ethiek verwachten? - hield zij op 10 april 2015.
Robeyns is sinds 2018 lid van de Koninklijke Nederlandse Akademie van Wetenschappen en was eerder lid van De Jonge Akademie. Als lid van het 'Filosofisch elftal' publiceert zij regelmatig in het dagblad Trouw.

## Erkenning
In 2025 ontving Robeyns de Stevinpremie, een hoge Nederlandse wetenschappelijke onderscheiding, voor haar bijdrage aan kennisbenutting voor de samenleving.

## Privéleven
Sinds 2013 is Robeyns zowel Belgisch als Nederlands staatsburger. Ze is getrouwd met Roland Pierik, hoogleraar rechtsfilosofie aan de Universiteit Maastricht; ze hebben twee kinderen.

## Publicaties (Nederlandstalig)
- Ingrid Robeyns: Limitarisme. Pleidooi tegen extreme rijkdom. Amsterdam, De Bezige Bij, 2023. ISBN 9789403189215
- Rens Bod, Remco Breuker en Ingrid Robeyns: 40 stellingen over de wetenschap. Amsterdam, Boom, 2020. ISBN 978-90-244-3170-0
- Ingrid Robeyns: Rijkdom. Hoeveel ongelijkheid is nog verantwoord? Amsterdam, Prometheus Nieuw Licht, 2019. ISBN 978-90-446-3975-9
- Basisboek ethiek, onder redactie van Martin van Hees, Thomas Nys, Ingrid Robeyns. Amsterdam, Boom, 2014. ISBN 9789461059321

## Publicaties (Engelstalig)
- (en) Robeyns, Ingrid (juli 2002). Gender inequality. A capability perspective (proefschrift). Cambridge University. OCLC 894596063.
- (en) Robeyns, Ingrid (2004). Sen's Capability Approach to welfare economics – Cambridge working paper in economics 0415. Department of Applied Economics, University of Cambridge, Cambridge, England. Geraadpleegd op 17 april 2014.
- (en) Robeyns, Ingrid (2005). Amartya Sen's work and ideas: a gender perspective. Routledge, Oxon, England. ISBN 9780415373203.
- (en) Robeyns, Ingrid (2010). Measuring justice: primary goods and capabilities. Cambridge University Press, Cambridge, England. ISBN 9781843156994.
- (en) Robeyns, Ingrid (2014). The Capability Approach. Open Book Publishers, Cambridge, England. ISBN 9781909254909. Gearchiveerd op 22 maart 2016.
- (en) Robeyns, Ingrid (2017). Wellbeing, Freedom and Social Justice: The Capability Approach Re-Examined. Open Book Publishers, Cambridge, England. DOI:10.11647/OBP.0130. ISBN 9781783744237. Gearchiveerd op 23 juni 2022.
- (en) Robeyns, Ingrid  (2019). What, if Anything, is Wrong with Extreme Wealth?. Journal of Human Development and Capabilities  20 (3): 251–266. DOI:10.1080/19452829.2019.1633734.
- (en) Hens, Kristien, Ingrid Robeyns en Katrien Schaubroeck  (24 oktober 2018). The ethics of autism. Philosophy Compass  14 (1). DOI:10.1111/phc3.12559.
- (en) Binder, Constanze, Ingrid Robeyns (6 juni 2019). The Oxford handbook of ethics and economics (Redactie: Mark D. White). Oxford University Press, Oxford. DOI:10.1093/oxfordhb/9780198793991.013.5, "Economic ethics and the capability approach", 96-113. ISBN 9780198793991.
- Zie verder haar profiel bij de Universiteit Utrecht voor de meest recente publicaties.[9]